# Connaught Cemetery
Connaught Cemetery is een Britse militaire begraafplaats met gesneuvelden uit de Eerste Wereldoorlog, gelegen in de Franse gemeente Thiepval in het departement Somme. De begraafplaats ligt 800 m ten noordwesten van het dorpscentrum van Thiepval. Ze werd ontworpen door Reginald Blomfield en wordt onderhouden door de Commonwealth War Graves Commission. De begraafplaats heeft een rechthoekig grondplan met een oppervlakte van ongeveer 3.965 m² en is aan drie zijden omgeven door een natuurstenen muur. Aan de straatzijde is er een beukenhaag. Het Cross of Sacrifice staat centraal in een gebogen deel van de zuidwestelijke muur. De Stone of Remembrance staat centraal aan de straatzijde tussen de twee ingangen van de begraafplaats.
Er worden 1.268 Britten herdacht waarvan slecht 643 geïdentificeerd konden worden.

## Geschiedenis
In september 1914 werd het gebied rond Thiepval ingenomen door de Duitse troepen. Manschappen van de 26e Reserve Divisie versterkten hun frontlijn en hadden deze nog stevig in handen toen de Britse troepen op 1 juli 1916 tijdens de Slag aan de Somme hun aanval lanceerden.
Deze aanval startte vanaf het Thiepval Wood en was aanvankelijk succesvol maar tegen het einde van de dag waren de doelstellingen niet bereikt. De 18th Division zou pas op 26 september 1916 Thiepval innemen en bezet houden tot 25 maart 1918, toen ze het terug uit handen moesten geven tijdens het Duitse lenteoffensief. Thiepval en het gebied er rond werd op 24 augustus 1918 definitief door de 17th en de 38th (Welsh) Divisions veroverd.
De begraafplaats werd begin augustus 1916 gestart. Bij de wapenstilstand bevatte ze 228 graven (nu in perk I, behalve 10) maar werd daarna nog uitgebreid met slachtoffers die afkomstig waren uit de omliggende slagvelden. Ook doden die begraven waren in kleinere begraafplaatsen werden hier herbegraven. Deze begraafplaatsen waren: 
- Thiepval Village Cemetery (215 doden), Thiepval Valley Cemetery (11 doden), Quarry Palace Cemetery (23 dodenà, St. Pierre-Divion Cemetery No. 1 (10 doden), Divion Road Cemetery No.2 (60 doden) en Small Connaught Cemetery (41 doden), allen in Thiepval.
- Battery Valley Cemetery (57 doden) in Grandcourt
- Paisley Hillside Cemetery (32 doden),  Gordon Castle Cemetery (33 doden) en Bluff Cemetery (43 doden) in Authuille.

De meeste slachtoffers sneuvelden tijdens de zomer van 1916.
Voor twee van hen werden Special Memorials opgericht omdat hun graven niet meer teruggevonden werden en men aanneemt dat ze zich onder de naamloze graven bevinden. Vijf andere die oorspronkelijk in Divion Road Cemetery No. 2 begraven waren, worden herdacht met een Duhallow Block omdat hun graven werden vernietigd tijdens latere veldslagen.

## Graven

### Onderscheiden militairen
- E.C. MacLaren, kapitein bij de Lancashire Fusiliers werd onderscheiden met het Military Cross (MC).
- James Davidson, soldaat bij de Black Watch (Royal Highlanders) werd onderscheiden met de Distinguished Conduct Medal (DCM).
- de compagnie sergeant-majoors G.A. Brown, J. Bennett, C. Cox en Edward Elisha Iredale; de sergeanten G. Warwick, H.E. Morse, G. Urquhart en David Harkness Blakey en de korporaals J. Dennis en Albert Ernest Nelson werden onderscheiden met de Military Medal (MM).

### Minderjarige militairen
- soldaat Robert Melville Wallace van de Royal Inniskilling Fusiliers was 16 jaar toen hij op 1 juli 1916 sneuvelde.
- de soldaten Eric Kelsall, Galliard Newton en H. Riddell waren 17 jaar toen ze sneuvelden.

### Aliassen
- soldaat Charles Shelton diende onder het alias J. Hall bij de Sherwood Foresters (Notts and Derby Regiment).
- soldaat Joseph Greenhow diende onder het alias Joseph Taylor bij het West Yorkshire Regiment (Prince of Wales's Own).